# Menjamel pit-roig
El menjamel pit-roig (Conopophila albogularis) és un ocell de la família dels melifàgids (Meliphagidae).

## Hàbitat i distribució
Habita manglars, pantans i boscos a les zones costaneres de les illes Aru, oest i sud de Nova Guinea, illes de l'Estret de Torres, nord costaner d'Austràlia, des del nord del Territori del Nord, cap a l'oest fins al nord de Queensland.